# (5091) Isakovskij
(5091) Isakovskij est un astéroïde de la ceinture principale.

## Description
(5091) Isakovskij est un astéroïde de la ceinture principale. Il fut découvert le 25 septembre 1981 à Nauchnyj par Lioudmila Tchernykh. Il présente une orbite caractérisée par un demi-grand axe de 2,78 UA, une excentricité de 0,01 et une inclinaison de 3,2° par rapport à l'écliptique.

## Compléments